# Gewöhnlicher Wasserschlauch
Der Gewöhnliche Wasserschlauch (Utricularia vulgaris) ist eine Pflanzenart aus der Gattung der Wasserschläuche (Utricularia) innerhalb der Familie der Wasserschlauchgewächse (Lentibulariaceae). Diese fleischfressende Pflanzenart (Karnivore) lebt aquatisch.

## Beschreibung

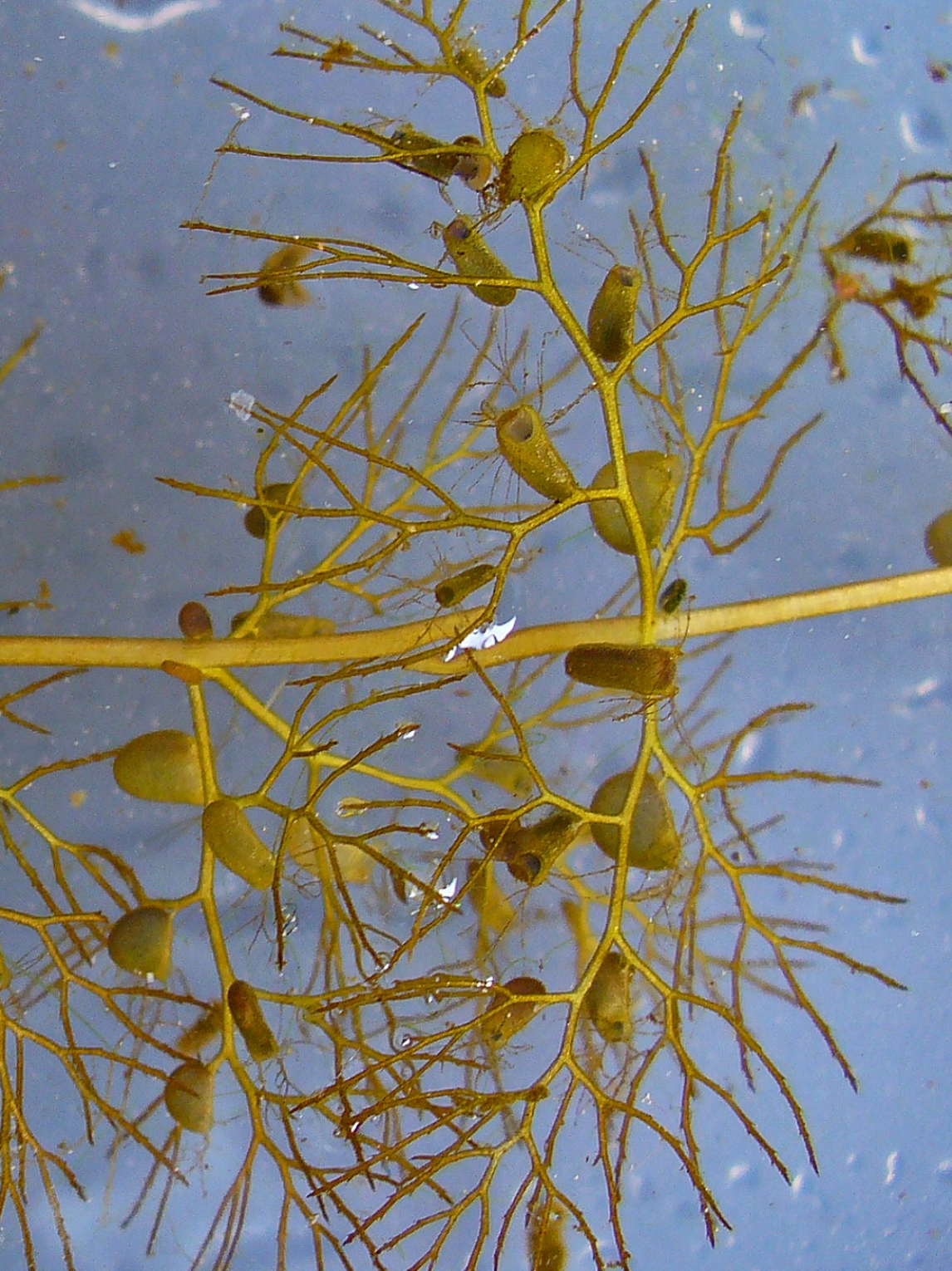
Blätter und ihre Blasen

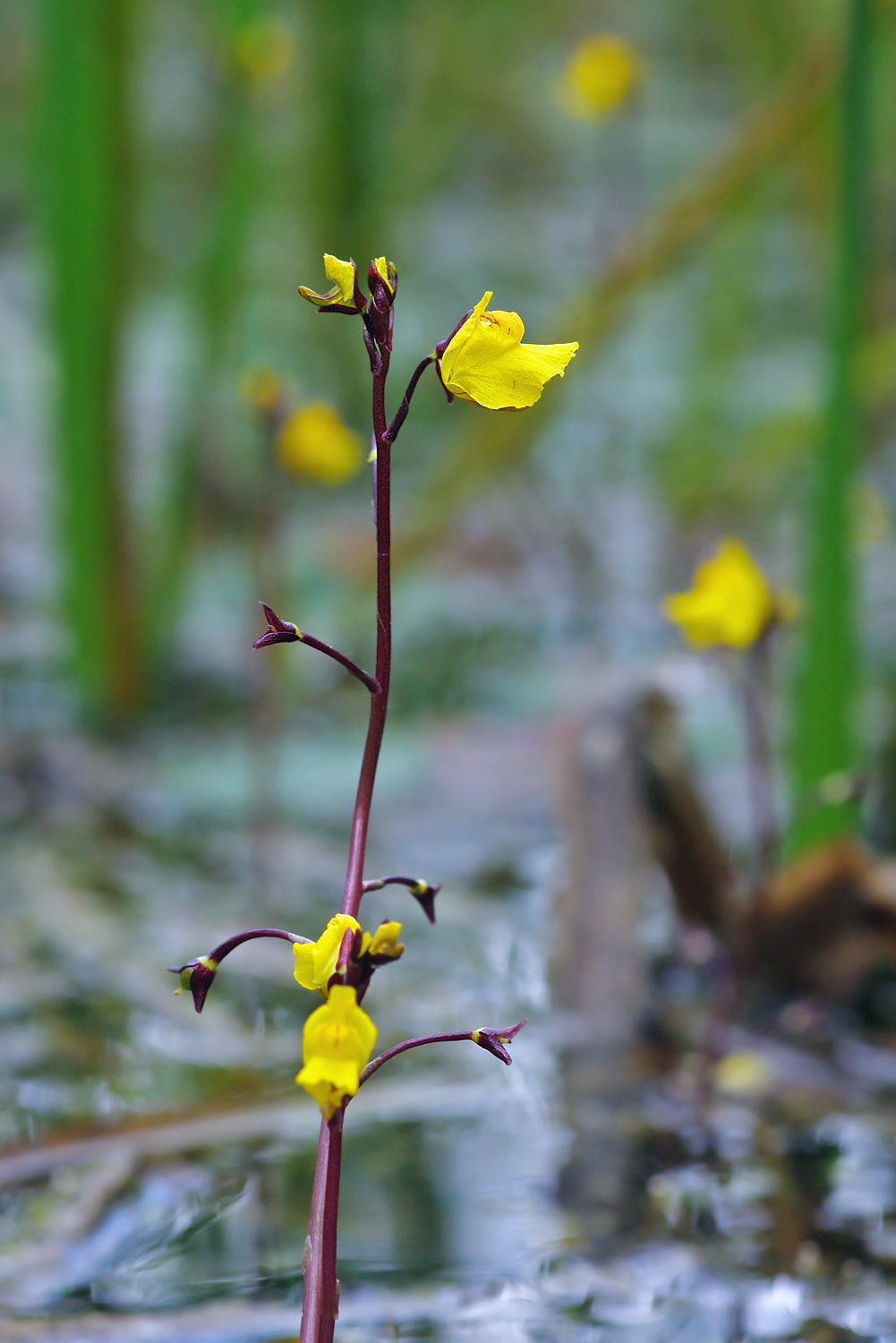
Blütenstand

Die frei flottierende Pflanze kann über ein Meter lange Sprossachsen haben. Die segmentierten Blätter sind fein verzweigt. Die Wasserblätter sind ein bis acht Zentimeter lang, in feine Zipfel zerteilt und mit zahlreichen blasenförmigen Anhängseln (Fangblasen) versehen.
An aufrechten Blütenstielen ragen die gelben Blüten aus dem Wasser heraus. Sie bilden dabei lockere, vier- bis fünfzehnblütige Trauben. Die einzelnen Blüten sind zweilippig, goldgelb und rührig-glockig und enden in einem gekrümmten Sporn. Die Oberlippe ist rundlich bis quer eiförmig, innen mit einer rinnigen Furche, oberwärts abgestutzt zugespitzt und bis 14 mm lang und breit. Sie bildet mit der Unterlippe einen spitzen Winkel. Die Blüten erscheinen von April bis August. Sie werden vor allem von Schwebfliegen bestäubt. Der sehr ähnliche Verkannte Wasserschlauch (Utricularia australis) hat eine recht- oder stumpfwinkelig abstehende Ober- und Unterlippe der Blüten.
Die Chromosomenzahl beträgt 2n = 44.

## Ökologie
Der Gewöhnliche Wasserschlauch ist eine untergetauchte Wasserpflanze. Nur zur Blütezeit schwimmt sie nach oben. Sie überdauert durch kugelige haselnussgroße Turionen. Es ist eine fleischfressende Pflanze, eine sogenannte Karnivore. Der Tierfang dient als zusätzliche Quelle für Stickstoff- und Phosphorverbindungen. Die Blätter sind in haarfeine Berge zerteilt, von denen je etwa 20, maximal 200, zu 4–5 mm langen Fangblasen umgebildet sind. An einer großen Pflanze wurden über 26.000 Fangblasen gezählt. Durch eine mit Borsten versehene Klappe sind sie von innen fest verschlossen. Ihre Wand ist mit verschiedenen Drüsen besetzt, zum Beispiel Keulendrüsen, die zuckerhaltigen Schleim absondern, der der Anlockung potentieller Beute dient.
Vierstrahlige Drüsen auf der Innenwand haben drei verschiedene Funktionen:
1. Sie pumpen nach dem Fang das Wasser aus der Blase, indem sie als Ionenpumpen Alkali-Ionen nach außen befördern und damit den osmotischen Wert im Inneren absenken, sodass wieder ein Unterdruck von 0,1 bar entsteht.
2. Sie geben Verdauungsenzyme (eine Protease, Esterase, Phosphatase) und Benzoesäure ab.
3. Sie nehmen die entstandenen Abbauprodukte zur Weiterleitung auf.
Berühren Kleintiere die als Hebel dienenden Klappborsten, z. B. beim Fressen der auf diesen haftenden Bakterienfäden, so schnappt die Klappe nach innen, und die Tiere werden mit dem umgebenden Wasser in den Fangschlauch gesogen bzw. geschluckt. Der Vorgang dauert nur 2 Millisekunden und stellt somit eine der schnellsten Bewegungen im Pflanzenreich dar. Anschließend erfolgt die Verdauung und erneutes Auspumpen der Fangdrüse. Nach etwa 0,2–2 Stunden ist die Falle wieder fangbereit. In 600 untersuchten Schläuchen waren insgesamt 2000 Tierchen gefangen (bis zu 14 Tierchen je Schlauch), davon über die Hälfte Kleinkrebse (z. B. Daphnien), aber auch Insektenlarven, zum Beispiel von Mücken. In der Vergangenheit sind wiederholt Versuche unternommen worden, die Pflanze zur biologischen Bekämpfung von Stechmückenplagen einzusetzen. Dies funktioniert allerdings nur gegen Stechmücken der Gattung Culex. Gegen die vom Menschen als unangenehmer empfundenen Stechmücken der Gattung Aedes, die in flachen Gewässern wie etwa überfluteten Wiesen und Wasserpfützen brütet, hilft die Ansiedelung des Gemeinen Wasserschlauches nicht. Auch kleine Algen werden mit eingefangen.
Die Blüten sind große goldgelbe „Maskenblumen“. Der Blütenstängel ist im oberen Teil als Aufkriechschutz gegen „unerwünschte“ Blütenbesucher klebrig. Die Blütenkrone hat einen 6–7 mm langen Sporn als Safthalter für den Nektar. Die zweilippige Narbe liegt der Oberlippe der Blüte an und ist reizbar: Bei Berührung krümmt sich der untere Nachbarlappen sofort nach oben. Der Staubbeutel ist einfächerig. Da die Maske weich ist, sind meist Schwebfliegen die Bestäuber, selten Bienen; auch Selbstbestäubung ist nicht selten, zum Teil findet man auch kleistogame Blüten. Blütezeit ist zwischen April und August.
Die Früchte sind unregelmäßig aufreißende Kapseln. Der Samenansatz ist nur gering. Die Samen besitzen zwei „Luftrillen“ und sind dadurch wochenlang schwimmfähig und unterliegen der Schwimmausbreitung und der Wasserausbreitung durch Wasservögel; sie sind Lichtkeimer. Fruchtreife tritt ab September ein.
Vegetative Vermehrung erfolgt durch abgebrochene – auch kleinste – Stängelteile und durch Turionen.

## Verbreitung, Gefährdung
Der Gewöhnliche Wasserschlauch kommt von Europa bis Tibet und in Nordafrika vor. Die Pflanze findet sich gleichermaßen in nährstoffarmen wie nährstoffreichen, stillen bzw. schwach fließenden Gewässern und bevorzugt vollsonnige Standorte. Sie ist vorwiegend im Tiefland (z. B. Stillgewässer und Gräben in der Oberrheinebene) zu finden, kann vereinzelt jedoch auch in Höhen von 1000 Metern vorkommen. Sie ist eine Charakterart des Lemno-Utricularietum vulgaris aus dem Hydrocharition-Verband.
In Deutschland steht der Gewöhnliche Wasserschlauch auf der Roten Liste der Farn- und Blütenpflanzen (Kategorie: Gefährdet, RL 3). Baden-Württemberg stuft die Art inzwischen als Stark Gefährdet (RL 2) ein.

## Systematik
Die Art Utricularia vulgaris gehört zur Sektion Utricularia in der Gattung Utricularia.